# Борремоські тіла
Борремоські тіла - це збірна назва для трьох болотяних тіл, знайдених в торфовому болоті Борремос (верхове болото в центрі півострова Гіммерланд у північно-східній Ютландії), Данія. Віднайдені між 1946 і 1948 роками, тіла чоловіка і двох жінок були датовані Скандинавською бронзовою добою. У 1891 році в сусідньому болоті був знайдений казан з Гундеструпа.

## Борремоський чоловік
"Борремоський чоловік" був виявлений копачами торфу в південній частині болота Борремос у 1946 році. Спершу вважали, що він є жертвою вбивства, але пізніше було визначено, що це болотяне тіло. Тіло знайдено на півметровій глибині під шаром березових паличок. Воно було голим, дві дублянки та ткана шапка лежали поруч з ним. Судовий аналіз показав, що висота людини становила 1,55 м, радіовуглецеве датування показало вік тіла з бл. 700 р. до н.е. Борремоський чоловік був знайдений з 36-сантиметровою мотузкою з зашморгом на шиї, що вказує на смерть від удушення.
56°47′23″ пн. ш. 9°34′11″ сх. д. / 56.78972° пн. ш. 9.56972° сх. д.

Схема збережених частин тіла Борремоського чоловіка незабаром після його відкриття в 1946 році: червоний колір = переломи, тілесний колір = м'які тканини, сірий і білий кольори = кістки

## Борремоське тіло II
У 1947 році тіло було виявлено в болоті Борремос приблизно за один кілометр від Борремоського чоловіка. Труп вважається жіночим, хоча розкладання не дає впевненості в цьому. Труп був виявлений під шаром березових паличок, лежачи на животі поверх шару березової кори. Верхня частина тулуба була оголена,тоді як нижня частина тіла була вкрита вовняним одягом. На шиї був шкіряний шнур з бурштиновим бісером і бронзові пластинки. Череп був розчавлений, а права нога зламана нижче коліна. Поруч лежали кістки дитини і керамічний глечик. Оскільки тіло значною мірою розклалося, подальша судово-медична експертиза була ускладнена. Пізніше радіовуглецеве датування визначило час, з якого походять залишки - це близько 400 р. до н.е.
56°47′36″ пн. ш. 9°34′55″ сх. д. / 56.79333° пн. ш. 9.58194° сх. д.

## Борремоська жінка
Тіло іншої жінки (відоме як Борремоське тіло III або Борремоська жінка) було віднайдено в 1948 році, приблизно за 400 метрів на південь від Борремоського чоловіка. Її приблизний вік на момент смерті становив 20-35 років. Борремоська жінка була знайдена лежачи долілиць, її тіло загорнуте в шерстяний одяг. Шкіра голови і волосся на одному боці голови були відокремлені, проте це вважається пошкодженням, заподіяним лопатами копачів торфу. Череп та обличчя були розтрощені, а пошкодження шиї перешкоджає виявленню удушення. Повторне обстеження показало, що пошкодження черепа відбулося уже після смерті, воно було викликане демінералізацією кісток, а також тиском з боку торфу.
У 1984 році судово-медичну експертизу Борремоської жінки провели Андерсен і Герт Інгер та Елізабет Мунксґаард з Музею природної історії в Копенгагені. Експертиза підтвердила, що шкіра голови не була пошкоджена до смерті. Проте сама причина смерті жінки залишається невідомою.
56°47′40″ пн. ш. 9°34′32″ сх. д. / 56.79444° пн. ш. 9.57556° сх. д.